# Stupido sexy futuro
Stupido sexy futuro è il quarto album del gruppo musicale bolognese Lo Stato Sociale, pubblicato da Garrincha Dischi il 5 maggio 2023.

## Tracce
1. La musica degli sfigati (feat. Management) – 3:58
2. Anche i ricchi muoiono – 2:45
3. Ops l’ho detto (feat. CIMINI, DrefGold) – 2:56
4. Pompa il debito – 2:52
5. Per farti ridere di me (feat. MOBRICI) – 3:27
6. Vita di m3rda 4ever – 2:52
7. Tutti i miei amici – 4:30
8. Senza di noi – 3:39
9. Che benessere!? (feat. Naska) – 3:53
10. Fottuti per sempre (feat. Vasco Brondi) – 4:57
11. Filastrocca del disco – 3:12

Durata totale: 39:01

## Formazione
- Alberto Cazzola
- Francesco Draicchio
- Lodovico Guenzi
- Alberto Guidetti
- Enrico Roberto